# Adrián González (wielrenner)
Adrián González Velasco (Burgos, 13 september 1992) is een Spaans voormalig wielrenner.

## Carrière
In 2015 werd González, in dienst van Murias Taldea, derde in de tweede etappe van de Ronde van Madrid. Later dat seizoen werd hij onder meer vierde in het bergklassement van de Paris-Arras Tour. In januari 2017 werd hij achttiende in de Trofeo Palma, die deel uitmaakte van de Challenge Mallorca.
In 2018 werd González prof bij Burgos-BH. Zijn debuut voor de ploeg maakte hij op Mallorca, waar hij deelnam aan twee manches van de Challenge Mallorca. Later dat jaar nam hij deel aan onder meer de Ronde van Alentejo en de Ronde van het Qinghaimeer, voordat hij aan het eind van het jaar besloot zijn carrière te beëindigen.

## Ploegen
- 2015 –  Murias Taldea
- 2016 –  Euskadi Basque Country-Murias
- 2017 –  Euskadi Basque Country-Murias
- 2018 –  Burgos-BH

Bagües · Barrenetxea · Bizkarra · Bravo · Estévez · García · González · Insausti · Intziarte · Lizarralde · Orbe · Txoperena · Aranburu (stagiair)
Aranburu · Bagües · Barrenetxea · Bizkarra · Bravo · Estévez · Ad. González · Ai. González · Insausti · Iturria · Lizarralde · Olaberria · Txoperena · Udondo · Irizar (stagiair) · Rodríguez (stagiair)
Bagües · Barrenetxea · Bizkarra · Bravo · Estévez · Ad. González · Ai. González · Irizar · Iturria · Lizarralde · Olaberria · Rodríguez · Txoperena · Udondo · Barthe (stagiair) · Juaristi (stagiair)
Cabedo · Cubero · Ezquerra · González · Herklotz · Langellotti · López · Mamykin · Mendes · Merino · Mitri · Robredo · Rubio · Salas · Sessler · Simón · Torres